# Anglické království
Anglické království (anglicky Kingdom of England, anglosasky Englalonde Rīce, anglonormansky Realme d'Engleterre, středoanglicky Kingdom of Engelond, starofrancouzsky Reaume d'Angleterre, latinsky Regnum Angliae nebo Anglorum, velšsky Teyrnas Lloegr, kornsky Ruwvaneth Pow Sows, staroseversky Konungdómr af Ǫngulland) byl samostatný stát, jehož počátky jako sjednoceného státu sahají do 9. a 10. století a který existoval až do roku 1707. Zahrnoval asi dvě třetiny území jihu ostrova Velké Británie a množství malých ostrovů v jeho okolí.
Roku 886 anglosaský král Wessexu Alfréd Veliký byl prvním vládcem, který si osvojil titul krále Anglie. Roku 927 král Ethelstan dobyl Northumbrii a historicky byl prvním králem, který získal kontrolu nad celým územím Anglie. Pozdější ovládnutí Walesu Normany v letech 1067 až 1283 (formálně stvrzené roku 1284) zajistilo jeho kontrolu Anglií a zajistilo platnost anglických zákonů i na velšském území. Anglické království se sloučilo se sousedním Skotskem zákony o sjednocení z roku 1707 a vzniklo tak Království Velké Británie.

## Historie

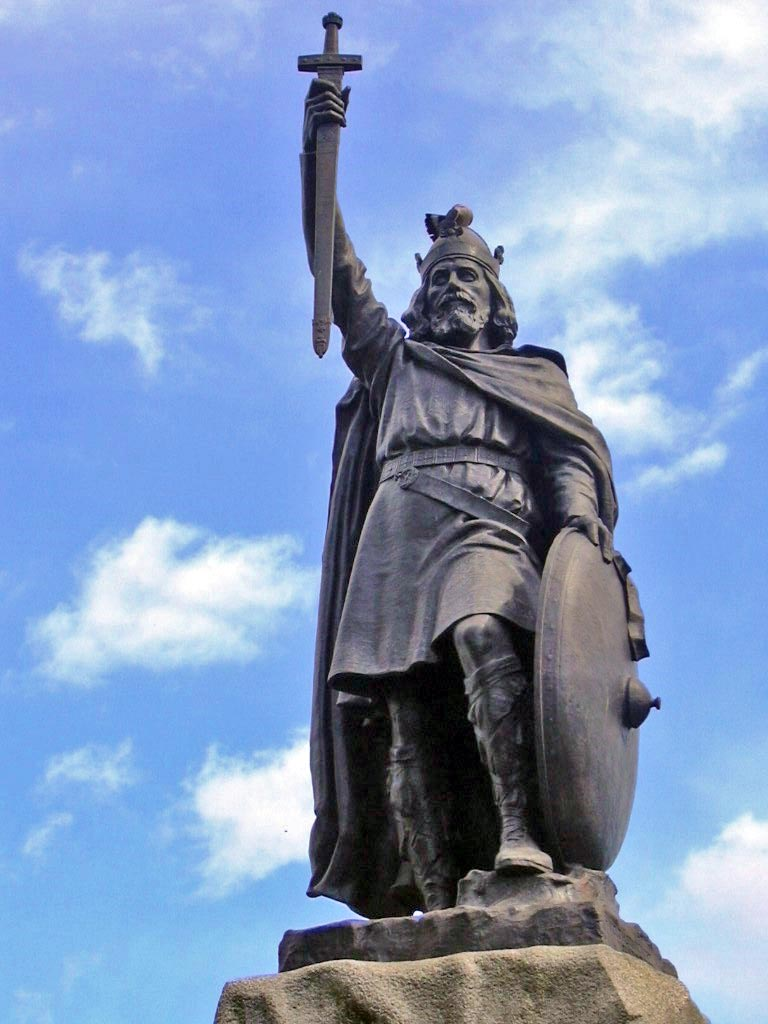
Alfréd Veliký stál u zrodu jednotné Anglie, socha ve Winchesteru

Anglické království nemá přesné datum založení. Vzniklo ze sedmi anglosaských království (označovaných také jako Heptarchie) – Východní Anglie, Mercie, Northumbrie, Kentu, Essexu, Sussexu a Wessexu. Invaze vikingů rozbila základy těchto království. Obnovení moci nad původním územím v roku 927 králem Ethelstanem je považováno za počátek sjednoceného království.[zdroj?]
Anglické a skotské království se roku 1603, poté, co se nástupcem Alžběty I. stal skotský král Jakub I., staly personální unií. Obě země zůstaly samostatné, ale byly spojeny jedním panovníkem, který měl dva tituly – byl králem anglickým a králem skotským. Tato situace se změnila poté, kdy byly skotským a anglickým parlamentem přijaty v první polovině roku 1707 zákony o sjednocení. Byl ustaven institut jednoho panovníka sjednoceného státu a jeden parlament (parlament Velké Británie).[zdroj?]
Královské sídlo se původně nacházelo ve Winchesteru, ale i Westminster a Gloucester byly považovány, za místo působení panovníka srovnatelného významu jako Winchester. Westminster se stal de facto královským sídlem ve 12. století. Londýn tak byl hlavním městem Anglického království, poté Království Velké Británie (1707–1801), Spojeného království Velké Británie a Irska (1801–1922) a posléze až do dnešní doby i Spojeného království Velké Británie a Severního Irska.[zdroj?]

### Sjednocení Anglie

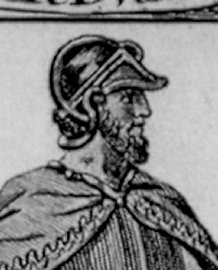
Eduard I. Starší

Po Alfrédově smrti roku 899 nastoupil na trůn jeho syn Eduard I. Starší. Ten spolu s Ethelredem zahájili expanzi a pokračoval ve stavbě pevností a opevněných měst po vzoru Alfréda. Jeho syn Ethelstan pokračoval v rozšiřování území svého vlivu a byl prvním králem, který ovládal celé území, jež zahrnuje dnešní Anglii.[zdroj?]
Jeho moc vyvolala odpor mezi ostatními králi Británie. Rozhodující střetnutím byla bitva u Brunanburghu, kde Ethelstan porazil sjednocená skotská a vikinská vojska. Toto sjednocení ale nemělo trvalý charakter a Ethelstanovi následníci Edmund II. a Edred ztratili vliv nad Northumbrií. Až Edgar dosáhl stabilizace království v hranicích dosažených Ethelstanem.[zdroj?]

### Dánové a vpád Normanů
Na konci 10. století na Anglii znovu zaútočili seveřané ze Skandinávie. Ethelred ztratil vliv nad částí území ve prospěch Sweyna, ale po jeho smrti svou vládu znovu obnovil. Ethelredův syn Edmund II. zemřel krátce po nástupu na trůn a králem Anglie se stal Sweynův syn Knut Veliký. V době jeho panování byla Anglie centrem říše zahrnující i Dánsko a Norsko.[zdroj?]
Knutovým následníkem se stal jeho syn a roku 1042 se stal anglickým králem následník domácí dynastie Eduard III. Vyznavač. Ten zemřel roku 1066 bez přímého následníka, což vedlo ke sporům mezi těmi, kteří si činili nárok na anglický trůn. Po Eduardově smrti byl jmenován anglickým panovníkem Harold II., který musel vzdorovat nárokům Haralda III. (podporovaného Haroldovým bratrem Godwinem), Sweyna II a Viléma I.[zdroj?]
Pod Haroldovým vedením Angličané porazili Haralda a dánské vojsko v bitvě u Stamford Bridge, ale byli poraženi normanským vojskem vedeným Vilémem I. v bitvě u Hastingsu. Následný odpor vůči Normanům byl potlačen a Vilém byl na Vánoce roku 1066 korunován jako anglický král. V následujících pěti letech musel potlačit povstání v různých částech Anglie a čelit dánské invazi, ale byl úspěšný a stabilizoval svou moc.[zdroj?]

### Normané

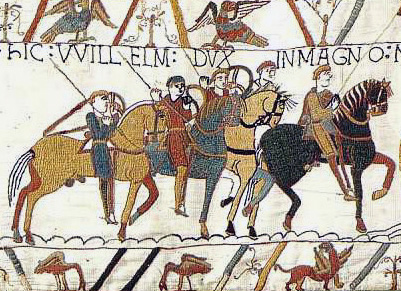
Bayeuxská tapisérie s výjevy bitvy u Hastingsu

Ovládnutí Anglie Normany byl důležitý mezník v historii Anglie. Vilém nařídil sepsat pozemkovou knihu, která obsahovala soupis obyvatel, půdy a nemovitostí, které vlastnili, aby tak zajistil výběr daní. V průběhu dalších dvaceti let přešlo vlastnictví většiny pozemků do rukou Normanů, kteří také obsadili významné pozice ve státní správě a církvi.[zdroj?]
Období středověku v Anglii se vyznačovalo občanskými válkami, mezinárodními konflikty a politickými intrikami mezi aristokracií a královským dvorem. Anglie byla v té době soběstačná ve výrobě potravin a jejím hlavním vývozním artiklem byla vlna, exportovaná hlavně na kontinent, kde se z ní tkalo sukno. Anglický textilní průmysl vznikal v 15. století a byl základem akumulace kapitálu.
Jindřich I. se snažil reformovat a stabilizovat království. Jeho záměrem bylo uklidnění rozporů mezi anglosaskou a normanskou částí společnosti. Jeho úsilí bylo vážně narušeno po smrti jeho syna Viléma Adelina v listopadu 1120. V době vlády Štěpána III. došlo k přesunu vlivu na stranu šlechty. Štěpán chtěl potlačit výbojné Skoty a Walesany a tak rozdal velké množství půdy. Jeho spor se sestřenicí Matyldou vedl k občanské válce, která trvala od roku 1139 až do roku 1153.[zdroj?]

### Plantagenetové

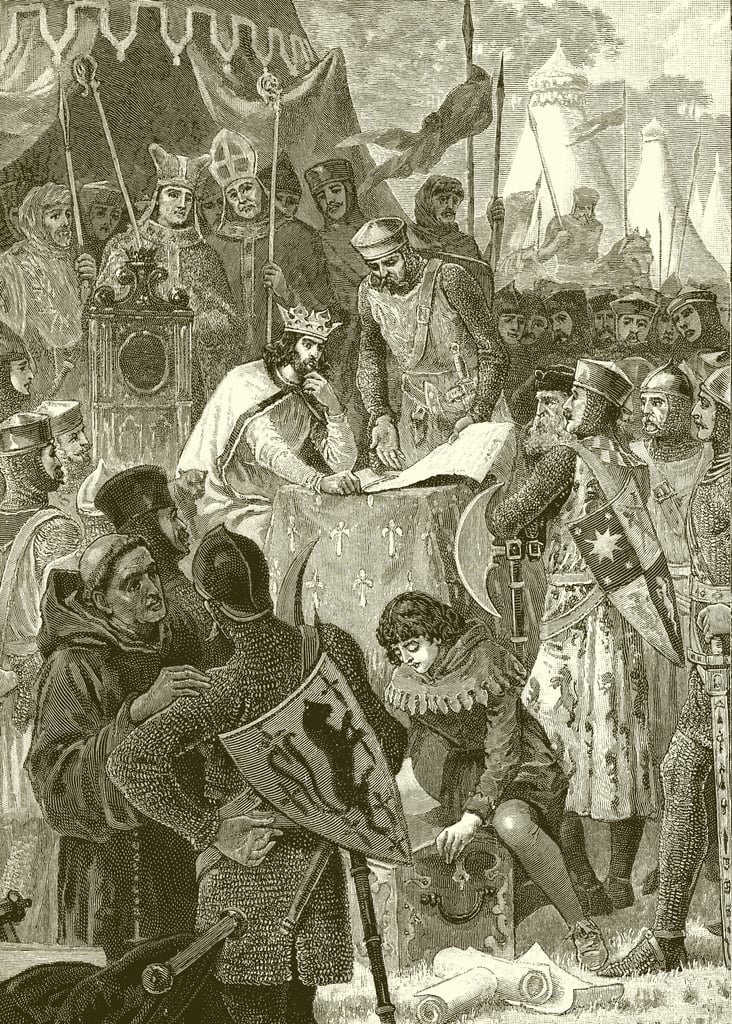
Král Jan Bezzemek stvrzuje závazky Magny charty

Po smrti Štěpánova syna Eustace roku 1153, se Štěpán domluvil s Jindřichem z Anjou (pozdějším Jindřichem II.) na rozdělení vlivu a na tom, že bude Štěpánovým následníkem. Jindřich II. rozšířil svou moc i na Irsko, Skotsko, Wales a některé části Francie.[zdroj?]
V době panování Jindřicha II. došlo k návratu moci z baronů na panovníka. Byly omezeny i některé legislativní pravomoci církve ve prospěch krále. V té době došlo i k legislativním změnám a odklonu od feudalismu. Vytvořila se také vrstva angloangevinské a angloakvitánské aristokracie.[zdroj?]
Jindřichův následník Richard I., byl značně zaneprázdněn válečnými konflikty v zahraničí. Účastnil se Třetí křížové výpravy a bránil svá francouzská teritoria proti Filipu II. Jeho mladší bratr Jan Bezzemek, který nastoupil po něm, nebyl tak úspěšný. Po katastrofální porážce v bitvě u Bouvines ztratil Normandii a mnohá další francouzská území. Dokázal si také znepřátelit vedoucí představitele šlechty a církve, kteří ho roku 1215 přinutili podepsat Magnu Chartu, která legislativně omezila pravomoci panovníka.[zdroj?]
Janův syn Jindřich III. byl korunován ve věku devíti let. Období jeho vlády bylo poznamenáno množstvím povstání a občanských válek, způsobených hlavně neschopností vlády a Jindřichovou závislostí na francouzském dvoru. Jedna z těchto vzpour vedená Simonem de Montfort byla důležitá vznikem jednoho z předchůdců parlamentu.[zdroj?]
Vláda Eduarda I. byla úspěšnější. Posílil svou moc vydáním mnoha zákonů a svolal první oficiální Anglický parlament. Podrobil si Wales a dokázal, i za cenu nákladné vojenské akce, podrobit Skotsko. Jeho syn Eduard II. utrpěl v bitvě u Bannockburnu porážku ale boje pokračovaly až do počátku vlády Eduarda III. podpisem mírové dohody z Northamptonu roku 1328, která uznala skotskou nezávislost.[zdroj?]
Eduard III. daroval půdu mnoha šlechtickým rodinám. Vzhledem k tomu, že půda znamenala moc, tito lidé se mohli snažit ovlivňovat mocenské rozložení sil u dvora. Arogantní metody Richarda II. a vyvlastnění Lancasterů vedlo k povstání, svržení Richarda II. a nastolení nového krále Jindřicha IV. Po smrti jeho syna Jindřicha V. roku 1422 vládla zemi regentská rada místo nezletilého Jindřicha VI. Rozkrádání královského majetku regentskou radou a neúspěchy ve stoleté válce vedl Richarda Plantageneta z Yorku k mobilizaci vojenských sil proti královým rádcům.

### Války růží

Symboly dvou znepřátelených větví dynastie Plantagenetů: červená růže Lancasterů a bílá růže Yorků

Když anglické vojsko roku 1453 zažilo ve stoleté válce definitivní porážku, král se zhroutil a Richard Plantagenet byl jmenován protektorem Anglie. Jeho opatření vedoucí k hospodářské obnově a posílení bezpečnosti však král poté, co nabyl roku 1455 vědomí, zrušil. York musel Londýn opustit ještě stejného roku došlo k první bitvě mezi Lancastery a Yorky. Vítězství v této bitvě a další záchvat krále znamenaly pro Yorka návrat do funkce protektora, setkal se však se silným odporem královny Markéty z Anjou. Po několika bitvách roku 1459 musel Richard Plantagenet a jeho spojenci prchnout ze země. Když se následujícího roku Yorkové vrátili s armádou, nevystupoval již jen proti královým rádcům, nýbrž již usiloval o královskou korunu. Tu se mu však nepodařilo získat, neboť v prosinci roku 1460 byl Richard Plantagenet zabit v bitvě u Wakefieldu.
Jeho syn Eduard se však dokázal prosadit, zvítězil roku 1461 nad Lancastery a nechal se jako Eduard IV. korunovat. Postupem času se však začaly projevovat rozpory mezi ním a jeho spojencem Richardem Nevillem z Warwicku, které nakonec přerostly v otevřený boj. Warwick se spojil se šlechtou, jež byla nespokojena se vzestupem „nové šlechty“, kterou Eduard IV. podporoval. Warwick se svým vojskem roku 1469 zaznamenal porážku a musel prchnout do Calais, tam se však spojil s Markétou z Anjou a jejich společné síly se roku 1470 vylodily v Anglii a donutili zaskočeného Eduarda IV. prchnout do Burgundska. Následujícího roku se Eduard IV. vylodil v Anglii a lancasterské vojsko porazil. Mnozí Lancasterové byli popraveni a zavražděn byl také uvězněný Jindřich VI.
Ještě během dalších let Eduardovy vlády se vyskytly spory mezi Yorky, které vyvrcholily po jeho smrti roku 1485. Eduard IV. si přál, aby se protektorem stal jeho bratr Richard, královna Alžběta Woodville však nechala korunovat svého nezletilého syna Eduarda V. Richard se rozhodl prosadit silou, popravil představitele Woodvillů i Eduarda V. a nechal se jako Richard III. korunovat. Proti Richardovi III. však stále více rostla opozice, jejímž představitelem se stal Jindřich Tudor, jenž přebýval v exilu v Bretani. Ten se roku 1485 se svými přívrženci vylodil ve Walesu a po vítězství nad Richardem III. v bitvě u Bosworthu přijal jako Jindřich VII. královskou korunu, čímž se k moci dostala tudorovská větev Plantagenetů. Několik dalších povstání již pak postavení nového krále neohrozilo.

### Tudorové

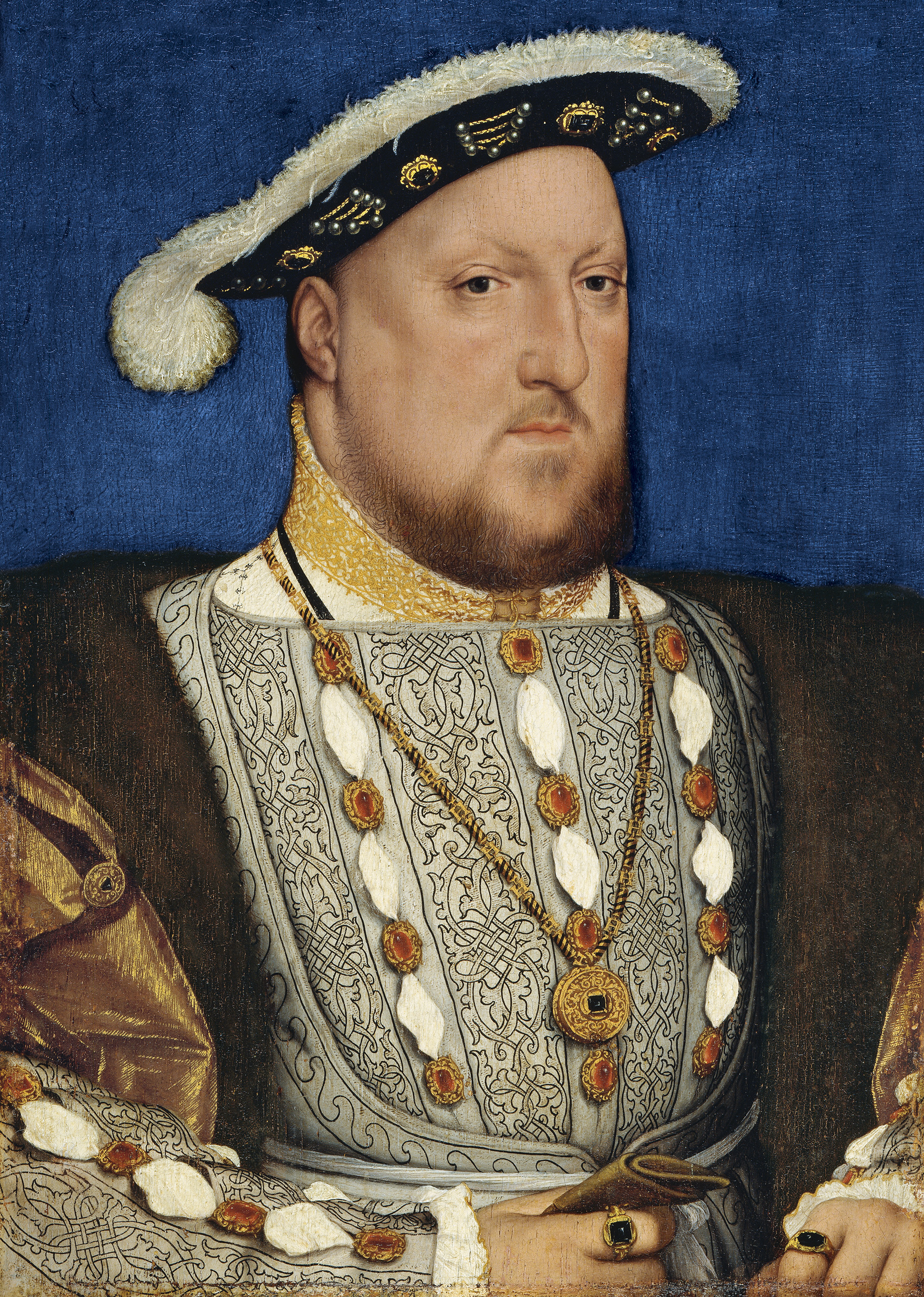
Jindřich VIII.

Války růží kulminovaly vítězstvím relativně málo známého Jindřicha Tudora v bitvě u Bosworthu, kde byl zabit Richard III. a bylo potvrzeno vítězství Lancasterů. I když je z hlediska historického bitva u Bosworthu považována za konec Války růží, musel Jindřich VII. ještě později odrážet snahu dvou uchazečů o trůn podporovaných rodem Yorků. První z nich byl Lambert Simnel, poražený v bitvě u Stoke (poslední bitva anglického krále proti někomu kdo si činil nárok na anglický trůn) a druhým byl Perkin Warbek oběšený roku 1499 po několikaleté snaze porazit krále.[zdroj?]
Jindřich VIII. se rozešel s římskokatolickou církví z důvodu problémů s rozvodem s Kateřinou Aragonskou. I když nebyl protestantem, rozkol s papežem vedl k odklonu Anglie od katolicismu. Významnou obětí tohoto rozkolu byl králův kancléř sir Thomas More. Následovalo období náboženských a politických otřesů, které vedly k anglické reformaci. Král zrušil kláštery a zabavil většinu majetku církve.[zdroj?]
Jindřich VIII. měl tři potomky, kteří si po jeho smrti činili nárok na trůn. Prvním z nich, kterému bylo při nástupu na trůn roku 1547 pouze deset let, byl Eduard VI. Jeho strýc Eduard Seymour obdržel v březnu 1547 od Jindřicha VIII. výsadní listinu, která mu svěřovala velké pravomoci. Jeho styl vládnutí byl ale důvodem vzniku mnoha vzpour a tak byl regentskou radou nahrazen Johnem Dudleym.[zdroj?]

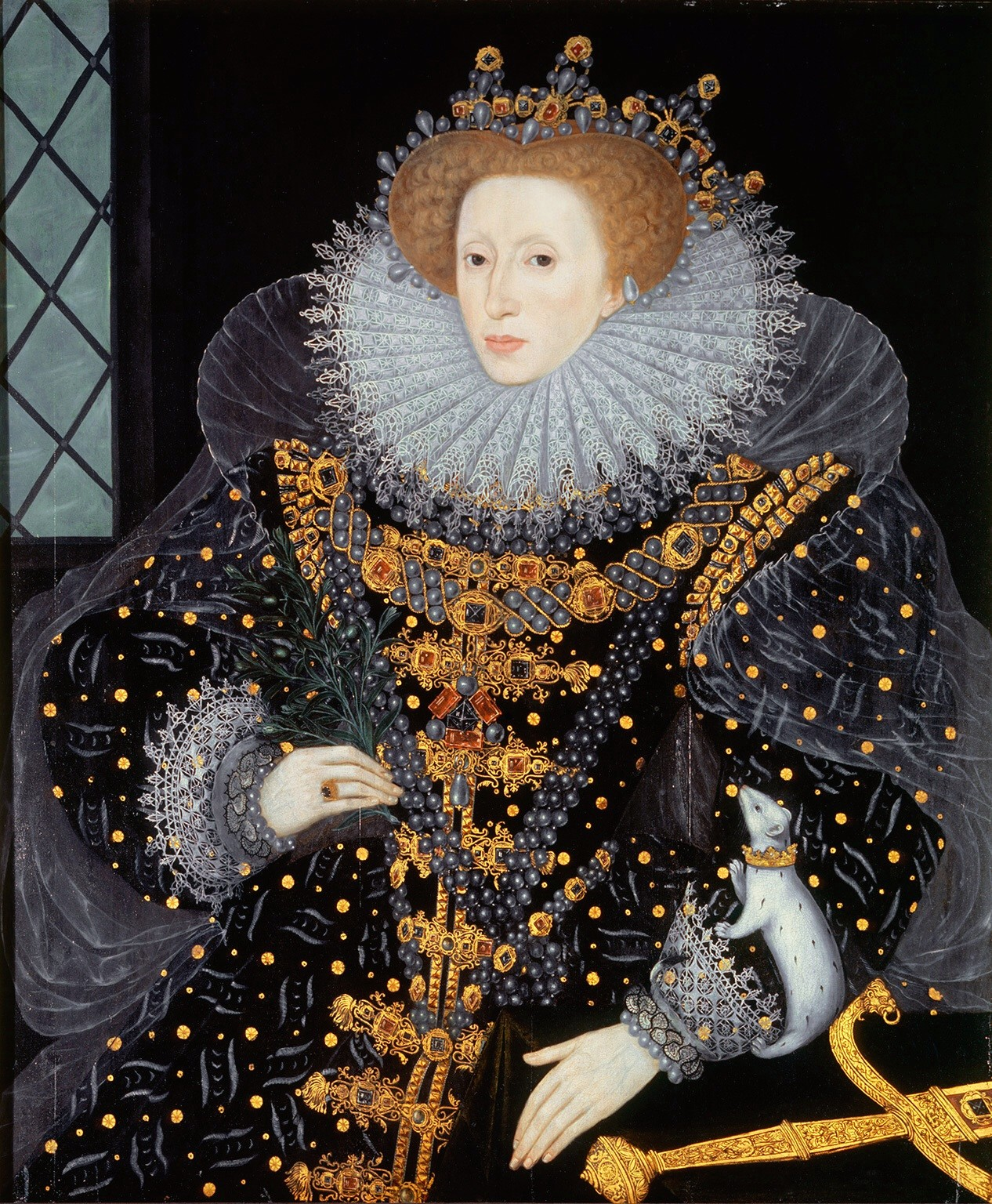
Královna Alžběta I.

Po smrti Eduarda VI. na tuberkulózu roku 1553 se Dudley snažil prosadit na trůn lady Jane Greyovou, kterou chtěl provdat za svého syna a uchovat si tak moc. Jeho převrat byl ale neúspěšný a na trůn dosedla, po demonstraci jejich příznivců v Londýně, Marie I. Tudorovna. Marie byla oddaná katolička ovlivňována katolickým dvorem Španělska a římským císařem Karlem V. a snažila se prosadit v Anglii obnovu vlivu katolické církve. To vedlo mimo jiné k upálení 274 protestantů. Byla mezi svými lidmi neoblíbená a příbuzní jejího manžela Filipa II. Španělského působili na dvoře rozbroje a nespokojenost. Jako panovník ztratila Calais, poslední kus území na kontinentu, který předtím ovládala Anglie.[zdroj?]
Vláda Alžběty I., která nastoupila na trůn po smrti Marie roku 1558, obnovila v království řád. Náboženské rozpory, které rozdělovaly společnost od doby Jindřicha VIII., byly řešeny vznikem Anglikánské církve. Hlavním zdrojem Alžbětiných úspěchů bylo vyvažování zájmů protestantů a katolíků. Dokázala, aby se žádný z těchto směrů neprosazoval na úkor druhého, i když ke konci své vlády zavrhla katolicismus vlivem války se Španělskem.[zdroj?]
Dokázala udržet stabilitu své vlády s výjimkou povstání severních hrabat roku 1569, byla úspěšná v omezení moci staré šlechty a posilování moci svého kabinetu. Jedna z nejznámějších událostí anglické válečné historie se stala roku 1588 kdy byla španělská flotila – Armada poražena anglickým loďstvem vedeným sirem Francisem Drakem, ale válka, která následovala, stála Anglii mnoho sil a prostředků a skončila až po Alžbětině smrti. Alžbětin kabinet pokračoval v díle započatém Thomasem Cromwellem za vlády Jindřicha VIII., v posilování role vlády, zefektivnění všeobecného práva a správy státu. V době její vlády a krátce poté se počet obyvatel země znatelně zvýšil, ze tří miliónů v roce 1564 na téměř pět miliónů v roce 1616.[zdroj?]
V období vlády Tudorovské dynastie se začaly vyjasňovat vztahy mezi rozsahem moci panovníka a parlamentu, jejichž rovnováha byla předmětem pozdější občanské války. Některé prameny uvádějí, že kancléř Thomas Cromwell zahájil Tudorovskou revoluci, a v době kdy byl v úřadu se parlament stal důležitou institucí. V době vlády Alžběty její státní rada fungovala velmi efektivně.[zdroj?]

### 17. století

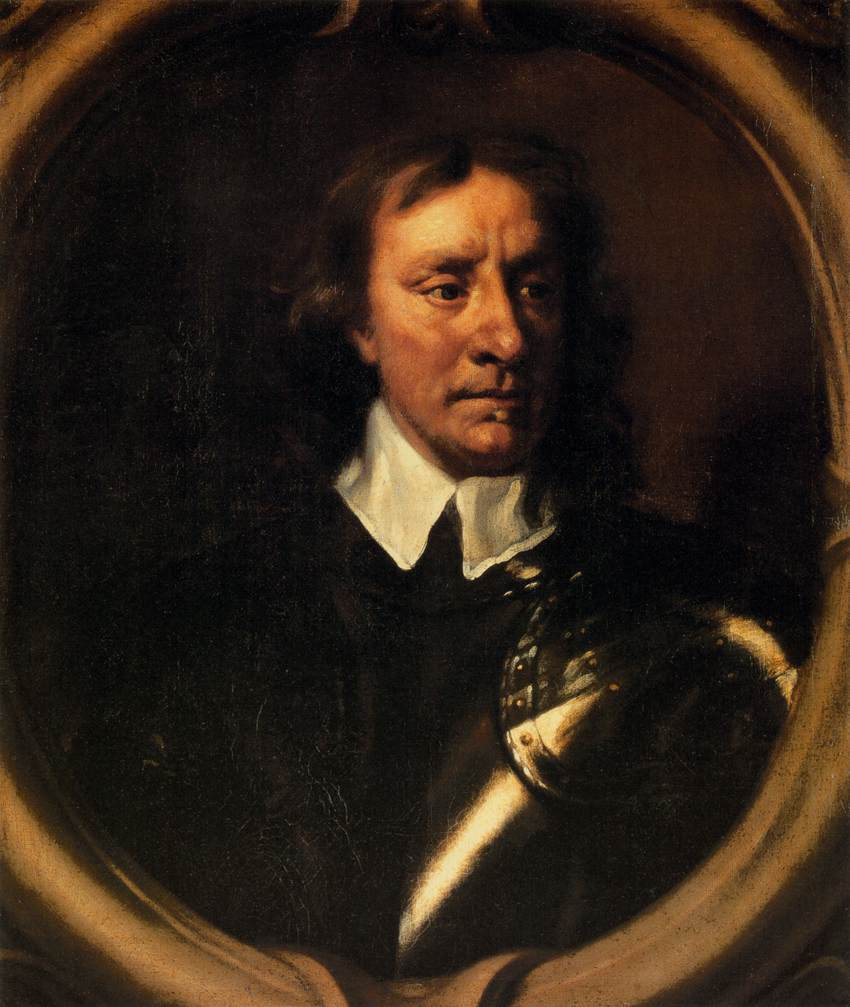
Oliver Cromwell

Alžběta zemřela roku 1603 bez přímého následníka. Jejím nejbližším mužským protestantským příbuzným byl král Skotska Jakub VI. Stuart, který se stal panovníkem Anglie jako Jakub I. a vládl unii obou království. Byl prvním králem, který panoval nad celým územím ostrova Velké Británie, i když jednotlivá království byla samostatná. Na jeho osobu bylo spácháno několik neúspěšných atentátů, z nichž nejznámější je pokus o odpálení náloží se střelným prachem v budově parlamentu vedený katolíkem Guy Fawkesem, který dále posílil antipatie anglické veřejnosti vůči katolíkům.[zdroj?]
Roku 1607 vybudovala Anglie osadu u Jamestownu v Severní Americe. To je považováno za počátek anglické kolonizace. Mnoho Angličanů se vystěhovalo do Ameriky a to jak z ekonomických tak i náboženských důvodů. Angličtí obchodníci vlastníci plantáže v teplé jižní oblasti Ameriky obnovili otrokářství, pro obdělávání svých polí dováželi otroky z Afriky a vydělávali na prodeji surovin (například bavlna a tabák) v Evropě. Angličtí obchodníci podílející se na kolonizaci vydělávali částky srovnatelné s příjmy bohatých aristokratických rodin v Anglii a jejich bohatství vytvářelo základy vznikající střední třídy, která se domáhala většího politického vlivu.[zdroj?]
Anglická občanská válka vypukla roku 1642, především jako výsledek řady sporů mezi Jakubovým synem Karlem I. a parlamentem. Porážka královského vojska parlamentaristickými silami v bitvě u Naseby v červnu 1645 fakticky zničilo panovníkovo vojsko. Na počátku roku 1647 byl Karel I. zajat parlamentaristickými silami. Podařilo se mu uniknout a konflikt pokračoval, i když byl jen krátký, protože parlament ovládal většinu země. Karel byl dopaden, odsouzen a v lednu 1649 popraven. Byla vyhlášena republika a Oliver Cromwell byl roku 1653 jmenován lordem protektorem. Po jeho smrti ho v této funkci nahradil jeho syn, ale brzy odstoupil. Monarchie byla obnovena roku 1660, poté, co se král Karel II. vrátil do Londýna.[zdroj?]
Po jeho smrti roku 1685 nastoupil na trůn jeho katolický bratr Jakub II. Stuart. Katolický panovník byl pro Angličany a jejich parlament nestravitelnou skutečností a roku 1689 byl vyzván holandský protestant Vilém III. Oranžský aby nahradil Jakuba II. Jakub se pokusil obnovit svou moc vojensky, ale byl roku 1690 poražen v bitvě u Boyne. V některých částech Skotska a Irska se skupiny katolíků snažily o obnovu Jakubova panování, což vyústilo v sérii krvavých, ale neúspěšných povstání. Výsledkem bylo to, že jakýkoli náznak porušení věrnosti Vilémovi byl krutě potlačen. Jakobitská vzpoura pokračovala až do poloviny 18. století kdy byl roku 1746 poražen poslední katolický uchazeč o trůn, princ Karel Eduard Stuart, v bitvě u Cullodenu.[zdroj?]

### Sjednocení se Skotskem a Irskem
Zákon o sjednocení anglického a skotského království z roku 1707 zrušil anglický i skotský parlament, vytvořil království Velké Británie a parlament Velké Británie. Zákon o sjednocení z roku 1800 formálně přičlenil k tomuto království Irsko a od 1. ledna 1801 vytvořil Spojené království Velké Británie a Irska, jehož hlavním městem se stal Londýn.[zdroj?]